# Зубаревичи
Зубаре́вичи (бел. Зубарэвічы) — деревня в составе (с 2018 года) Козловичского сельсовета Глусского района Могилёвской области Республики Беларусь.

## История
До 2013 года деревня входила в состав Берёзовского сельсовета. После включена в состав Катковского сельсовета.

## Население
- 1999 год — 164 человека
- 2009 год — 71 человек

## Достопримечательность
- Воинский памятник